# Suore dell'adorazione del Santissimo Sacramento (siro-malabaresi)
Le Suore dell'adorazione del Santissimo Sacramento (in inglese Sisters of the Adoration of the Blessed Sacrament) sono un istituto religioso femminile di diritto pontificio, del rito siro-malabarese: le suore di questa congregazione pospongono al loro nome la sigla S.A.B.S.

## Storia
La congregazione fu fondata da Thomas Kurialachery, che l'8 dicembre 1908 riunì a Champakulam le prime cinque postulanti:  nel 1911, dopo la sua elezione a vescovo di Changanacherry, Kurialachery rivestì le prime suore dell'abito religioso.
Il fondatore diede alle sue religiose una regola basata su quella di sant'Agostino.
Le religiose si diffusero rapidamente in varie diocesi del Kerala dando origine a varie congregazioni alle dipendenze dei vescovi del luogo: nel 1963 i vari gruppi furono riuniti in un unico istituto, che ricevette l'approvazione pontificia l'11 febbraio 1968.

## Attività e diffusione
Le religiose si dedicano all'adorazione eucaristica, all'educazione della gioventù e all'esercizio delle opere di misericordia.
Oltre che in India, le suore sono presenti in Germania, Italia, Nepal, Regno Unito, Stati Uniti d'America, Svizzera e Ucraina; la sede generalizia è ad Aluva.
Alla fine del 2011 la congregazione contava 4750 religiose in 603 case.